# جوزيف غولدستاين
جوزيف غولدستاين (بالإنجليزية: Joseph Goldstein)‏ هو مدرس وكاتب ومؤلف أمريكي، ولد في 1944.